# 科氏劍尾魚
科氏劍尾魚，為輻鰭魚綱鯉齒目鯉齒亞目花鳉科的其中一種，分布於中美洲墨西哥Panuco河流域，體長可達5公分，棲息在流動快速的溪流，屬肉食性，生活習性不明，可作為觀賞魚。

## 擴展閱讀
維基物種上的相關：科氏劍尾魚